# Les Recettes pompettes (Québec)
 (février 2025).
Si vous disposez d'ouvrages ou d'articles de référence ou si vous connaissez des sites web de qualité traitant du thème abordé ici, merci de compléter l'article en donnant les références utiles à sa vérifiabilité et en les liant à la section « Notes et références ».
Pour les articles homonymes, voir Les Recettes pompettes.
Les Recettes pompettes est une émission de télévision québécoise de variétés en trente épisodes de 25 minutes animée par Éric Salvail et diffusée entre le 9 février 2015 et le 20 mars 2017 sur la chaîne V, et rediffusée à MusiquePlus.
Le 18 octobre 2017, la diffusion est suspendue car Salvail fait l'objet d'allégations d'inconduite sexuelle. Le 23 octobre 2017, V média a annoncé que leur collaboration avec Éric Salvail et sa maison de production était terminée. L’émission a donc dû signer son arrêt définitif.

## Description
Chaque semaine, Éric Salvail invite un nouvel artiste à se joindre à lui pour cuisiner une recette qui devra ressembler le plus possible à l’originale, tout en buvant quelques shooters de vodka. Il y a une portion de l'émission consacrée aux confidences et qui se déroule près du four avec pour seul éclairage la lumière de celui-ci. 

## Version capsule
L'émission Les Recettes pompettes est apparue dans le cadre des deux premières saisons de l’émission En mode Salvail. En fait, des petites capsules de 5 minutes étaient diffusées où l'on pouvait voir plusieurs grandes vedettes du Québec se prêter au jeu farfelu. C'est le cas de Véronique Cloutier, de Cœur de pirate, de Pénélope McQuade, et de plusieurs autres. En plus d'être devenue très virale sur les réseaux sociaux, l'émission Les Recettes pompettes a fait grimper le taux d'écoute du talk show En mode Salvail.

## Invités

### Saison 1
- Lise Dion : Tarte aux pommes et fraises
- Louis-José Houde : Lasagne bolognaise
- Xavier Dolan : Paté chinois au canard
- Guylaine Tremblay : Pad thaï aux crevettes
- Mario Tessier : Soufflé au chocolat et à la poire et tartare de saumon
- Claude Legault : Poulet ficelé aux 2 fromages et au saucisson
- Pierre Hébert et Philippe Laprise : Saucisses maison à l'italienne
- Laurent Paquin : Maki aux crevettes tempura et au saumon
- Louis Morissette : Poisson pané à l'orange Crush, sauce tartare et poutine au porc effiloché
- Charles Lafortune : Raviolis aux homards sauce forestière

### Saison 2
- Stéphane Rousseau : Magret de canard sauce aux prunes et porto
- Marina Orsini : Risotto carottes, champignons, pétoncles et herbes fraîches
- Philippe Bond : Tarte au citron
- Anne Dorval et Élise Guilbault : Poisson à chair blanche cuit à l’unilatéral et sa trilogie de purées
- Guy A. Lepage : Paella aux fruits de mer
- Julie Perreault : Gâteau « Minions »
- Alex Perron : Œufs bénédictine au saumon fumé sur rösti
- Arianne Moffatt : Pain-sandwich
- Guillaume Lemay-Thivierge : Contre-filet pour deux et sa sauce pour homme accompagné d’une purée de chou-fleur et panais
- Ricardo Larrivée : Croquembouche

### Saison 3
- Mélanie Maynard : Roulade d'aubergine surprise
- Phil Roy et Pier-Luc Funk : Spaghetti aux boulettes de viandes
- Alex Nevsky : Feuilleté aux deux truites fumées dans ses 2 mousses
- Jean-Michel Anctil : Cigares au chou
- Mariana Mazza : Mac and cheese burger
- Michel Barrette et France Castel : Gâteau aux épices et à la courge, garniture de pop-corn et caramel
- Marie-Ève Janvier et Jean-François Breau : Surf and turf Revisité
- Jean-Philippe Wauthier : Biscuits à la guimauve aux fraises avec ses fruits grillés
- Isabelle Boulay : Gâteau de mariage 3 étages
- Mike Ward : Falafels végétaliens et patates douces

## Audiences

### Saison 1 (2015)
La première saison a été diffusée en dix épisodes à partir du 9 février au 13 avril 2015 sur le réseau V.
La première saison a rassemblé en moyenne 615 000 téléspectateurs chaque semaine avec plus de 20 % des parts de marché dans sa case horaire. L'émission se classe 1re auprès des 18-49 ans partout au Québec.
| №  | Invités                           | Première diffusion | Cotes d'écoute  | Cotes d'écoute | Rang semaine |
| -- | --------------------------------- | ------------------ | --------------- | -------------- | ------------ |
| 1  | Lise Dion                         | 9 février 2015     | en stagnation   | 625 000        | N/D          |
| 2  | Louis-José Houde                  | 16 février 2015    | en diminution   | 603 000        | N/D          |
| 3  | Xavier Dolan                      | 23 février 2015    | en diminution   | 598 870        | N/D          |
| 4  | Laurent Paquin                    | 2 mars 2015        | en diminution   | 560 973        | N/D          |
| 5  | Guylaine Tremblay                 | 9 mars 2015        | en augmentation | 591 000        | N/D          |
| 6  | Pierre Hébert et Philippe Laprise | 16 mars 2015       | en diminution   | 587 000        | N/D          |
| 7  | Claude Legault                    | 23 mars 2015       | en augmentation | 597 000        | N/D          |
| 8  | Mario Tessier                     | 30 mars 2015       | en diminution   | 547 000        | N/D          |
| 9  | Louis Morissette                  | 6 avril 2015       | en augmentation | 674 000        | 25e          |
| 10 | Charles Lafortune                 | 13 avril 2015      | en diminution   | 598 000        | N/D          |

### Saison 2 (2016)
La deuxième saison a été diffusée à partir du lundi 18 janvier jusqu'au 21 mars 2016.
| №  | Invités                        | Première diffusion | Cotes d'écoute  | Cotes d'écoute | Rang semaine |
| -- | ------------------------------ | ------------------ | --------------- | -------------- | ------------ |
| 1  | Stéphane Rousseau              | 18 janvier 2016    | en augmentation | 762 000        | 26e          |
| 2  | Marina Orsini                  | 25 janvier 2016    | en diminution   | 630 000        | N/D          |
| 3  | Philippe Bond                  | 1er février 2016   | en augmentation | 802 000        | 27e          |
| 4  | Élise Guilbault et Anne Dorval | 8 février 2016     | en diminution   | 601 000        | N/D          |
| 5  | Guy A. Lepage                  | 15 février 2016    | en augmentation | 606 000        | N/D          |
| 6  | Julie Perreault                | 22 février 2016    | en diminution   | 603 000        | N/D          |
| 7  | Alex Perron                    | 29 février 2016    | en diminution   | 594 000        | N/D          |
| 8  | Ariane Moffatt                 | 7 mars 2016        | -               | N/D            | N/D          |
| 9  | Guillaume Lemay-Thivierge      | 14 mars 2016       | en augmentation | 765 000        | 26e          |
| 10 | Ricardo                        | 21 mars 2016       | en augmentation | 807 000        | 24e          |

### Saison 3 (2017)
La troisième saison a été diffusée à partir du lundi 16 janvier 2017.
| №  | Invités                                  | Première diffusion | Cotes d'écoute | Cotes d'écoute | Rang semaine |
| -- | ---------------------------------------- | ------------------ | -------------- | -------------- | ------------ |
| 1  | Mélanie Maynard                          | 16 janvier 2017    | -              | N/D            | N/D          |
| 2  | Phil Roy et Pier-Luc Funk                | 23 janvier 2017    | -              | N/D            | N/D          |
| 3  | Alex Nevsky                              | 30 janvier 2017    | -              | N/D            | N/D          |
| 4  | Jean-Michel Anctil                       | 6 février 2017     | -              | N/D            | N/D          |
| 5  | Mariana Mazza                            | 13 février 2017    | -              | N/D            | N/D          |
| 6  | Michel Barrette et France Castel         | 20 février 2017    | -              | N/D            | N/D          |
| 7  | Marie-Ève Janvier et Jean-François Breau | 27 février 2017    | -              | N/D            | N/D          |
| 8  | Jean-Philippe Wauthier                   | 6 mars 2017        | -              | N/D            | N/D          |
| 9  | Isabelle Boulay                          | 13 mars 2017       | -              | N/D            | N/D          |
| 10 | Mike Ward                                | 20 mars 2017       | -              | N/D            | N/D          |

## Récompense

### Prix Artis
- 2015 : animateur / animatrice d'émissions de variété et divertissement pour Éric Salvail[réf. nécessaire]

### Les Zapettes d'or
- 2016 : Éclat de rire de l’année

## Nomination

### Prix Artis
- 2016 : animateur / animatrice d'émissions de variété et divertissement

### Gala Les Olivier
- 2016 : Meilleure série humoristique à la télévision (nomination)

## Versions étrangères
L’émission Les Recettes a été présentée au MIPTV, le Marché international des programmes de télévision. En plus de la France, d'autres pays envisagent aussi d'acheter le concept des Recettes pompettes. L'Espagne, les États-Unis et les Pays-Bas auraient démontré leur intérêt.[réf. nécessaire]
En France cependant, le concept pose des problèmes juridiques, du fait de l'omniprésence de l'alcool dans le contenu. Le Conseil supérieur de l'audiovisuel a d'ailleurs adressé une mise en garde à la production de l'émission, considérant le programme comme une propagande en faveur de l’alcool, contraire à la législation française. À la suite de l'arrêt définitif de l'émission après 15 numéros, l'intégralité des épisodes a été supprimée de la chaîne officielle YouTube.
| Pays   | Nom de l'émission      | Présentateur    | Chaîne  | Première diffusion | Dernière diffusion | Nombre d'émissions |
| ------ | ---------------------- | --------------- | ------- | ------------------ | ------------------ | ------------------ |
| France | Les Recettes pompettes | Monsieur Poulpe | YouTube | 13 avril 2016      | 15 juin 2017       | 15                 |

## Sources
(mars 2016).
- Sana Bouagila Abdelkefi, « «Les recettes pompettes» feraient-elles recette en France? », sur HuffPost Québec, 24 mars 2015
- « «Les recettes pompettes» vendue en France », sur Le Journal de Montréal, 15 avril 2015
- « Rythme FM / Le mix parfait »(Archive.org • Wikiwix • Archive.is • Google • Que faire ?), sur Rythme FM (consulté le 3 novembre 2021)